# Средно училище „Свети Климент Охридски“ (Добрич)
Средно училище „Свети Климент Охридски“ е гимназия в град Добрич, в което се обучават ученици от 1 до 12 клас. То се финансира от бюджета на Общински съвет – град Добрич. Разположено е на адрес: бул. „Русия“ № 2, жилищен комплекс „Югоизток“.

## История
Училището е основано на 3 декември 1979 г като основно училище. Със заповед на Министъра на Народната просвета от 13 май 1981 г. то е обявено за ЕСПУ, а по-късно за базово на МНП и на Окръжна дирекция на „Народната просвета“. След две години броят на учениците е 3809, а преподавателите 170.
От 1990/91 г. започва прием на ученици с профил музика, хореография и изобразително изкуство (I – IV клас).